# چمن‌لی، آق‌دام
چمن‌لی، آق‌دام (به ترکی آذربایجانی: Çəmənli) یک منطقهٔ مسکونی در جمهوری آذربایجان است که در شهرستان آقدام واقع شده‌است. چمن‌لی ۲٬۲۰۷ نفر جمعیت دارد.